# Specjacja allopatryczna
Specjacja allopatryczna – typ specjacji, czyli powstawania nowych gatunków, w której decydującą rolę odgrywa powstanie bariery geograficznej, uniemożliwiającej fizyczny kontakt pomiędzy rozdzielonymi populacjami. Przykładem takiej bariery może być powstanie rzeki lub krateru bądź też rozsunięcie się płyt kontynentalnych. Ponieważ nowo powstałe populacje nie mogą się ze sobą krzyżować, nie zachodzi między nimi wymiana genów, a ewolucja każdej populacji odbywa się niezależnie, nawet jeśli warunki środowiskowe w obu miejscach pozostają identyczne. Po pewnym czasie zmiany w obu populacjach mogą okazać się tak duże, że krzyżowanie się pomiędzy nimi jest niemożliwe (izolacja rozrodcza), co oznacza, że powstały nowe gatunki.
Udokumentowano proces specjacji allopatrycznej w populacjach wójcika (Phylloscopus trochiloides) w Azji. Dwie populacje wójcika w centralnej Syberii nie krzyżują się, połączone są jednak wąskim pasem mieszańców biegnącym wokół Wyżyny Tybetańskiej. Tworzą więc tzw. gatunek pierścieniowy.
Udokumentowano zachodzący proces wzmocnienia bariery reprodukcyjnej pomiędzy formami modraszków (Agrodiaetus), które powstały w wyniku procesu specjacji allopatrycznej.